# Boris Dekanidze
 (décembre 2021).
 (janvier 2021).
Si vous disposez d'ouvrages ou d'articles de référence ou si vous connaissez des sites web de qualité traitant du thème abordé ici, merci de compléter l'article en donnant les références utiles à sa vérifiabilité et en les liant à la section « Notes et références ».
Boris Dekanidze (en géorgien: ბორის დეკანიძე), né le 13 décembre 1962 et mort le 12 juillet 1995, était le chef de l'organisation criminelle de la brigade de Vilnius en Lituanie.
En 1994, il a été reconnu coupable d'avoir ordonné l'assassinat du journaliste lituanien Vitas Lingys et a été exécuté par la Lituanie. Dekanidze était la dernière personne exécutée en Lituanie avant l'abolition de la peine de mort en 1998. 

## Biographie
Dekanidze est né le 13 décembre 1962 à Vilnius d'immigrants juifs géorgiens. Il était apatride, n'ayant pas obtenu la citoyenneté lituanienne ou géorgienne. À Vilnius, il était le chef de l'organisation criminelle de la Brigade de Vilnius. La brigade de Vilnius était principalement composée de personnes nées en Lituanie de divers groupes ethniques (principalement des Juifs, des Russes, des Polonais et des Lituaniens), bien que Boris Dekanidze ainsi que son frère soient des Juifs géorgiens.
En 1993, après avoir reçu un certain nombre de menaces de mort, Vitas Lingys, l'un des fondateurs et éditeurs du journal Respublika, a été abattu à bout portant près de son domicile à Vilnius. Dekanidze a été arrêté et accusé d'avoir ordonné le meurtre, qui, selon la police, a été commis par Igor Akhremov.
En 1994, Dekanidze a été reconnu coupable de meurtre délibéré par un panel de trois juges. Dakanidze a affirmé qu'il était innocent, et les preuves contre lui étaient principalement le témoignage d'Igor Akhremov (membre de la brigade de Vilnius), qui a affirmé avoir commis le meurtre sur les ordres de Dekanidze. Le 10 novembre 1994, Dekanidze a été condamné à mort et Akhremov a été condamné à la réclusion à perpétuité. Les autorités lituaniennes ont fermé une centrale nucléaire après qu'une menace terroriste a été lancée contre elle le lendemain du prononcé des condamnations. Dekanidze a fait appel de la décision devant la Cour suprême, mais celle-ci a statué en février 1995 qu'il n'y avait pas lieu de réviser la condamnation à mort. Son appel à la clémence adressé au président Algirdas Brazauskas a également été rejeté.
Dekanidze a été exécuté le 12 juillet 1995 à Vilnius d'une seule balle dans la nuque. L'exécution a été critiquée pour avoir été effectuée alors même que le parlement lituanien débattait de l'abolition de la peine de mort.
L'exécution de Dekanidze était le dernier acte de peine de mort en Lituanie et elle a finalement été abolie pour tous les crimes en 1998 après que la Cour constitutionnelle de Lituanie a jugé que la peine de mort était inconstitutionnelle.